# Драфт ВНБА 2018 года
Драфт ВНБА 2018 года прошёл 12 апреля, в четверг, в Нью-Йорке, крупнейшем городе США, в штаб-квартире Nike, недавно открывшемся вторичном офисе спортивного гиганта, который расположен в Мидтауне (боро Манхэттен). К участию в драфте были допущены игроки после окончания колледжа и игроки-иностранцы. Лотерея драфта состоялась 13 ноября 2017 года, по результатам которой право выбора под первым номером получила команда «Лас-Вегас Эйсес», который был использован той на 21-летнюю Эйжу Уилсон, форварда из университета Южной Каролины. Первый раунд драфта транслировался на спортивном канале ESPN2 (в формате HD) в семь часов вечера по Североамериканскому восточному времени (EDT), а в то же время его второй и третий раунды были показаны на кабельном канале ESPNU на час позднее.
Всего же на этом драфте было выбрано 36 баскетболисток, из них 29 из США, 2 из России (Мария Вадеева и Раиса Мусина) и по одной из Канады (Киа Нерс), Австралии (Кристи Уоллес), Германии (Мари Гюлих), Южной Кореи (Пак Чису) и Чехии (Юлия Рейсингерова).

## Легенда к драфту
|  | Выделены игроки, выбранные в Баскетбольный зал славы                      |
|  | Выделены участники Матча всех звёзд ВНБА и игроки сборной всех звёзд ВНБА |
|  | Выделены участники Матча всех звёзд ВНБА                                  |
|  | Выделены игроки сборной всех звёзд ВНБА                                   |
|  | Выделены игроки, не игравшие в ВНБА                                       |

## Лотерея драфта
Лотерея драфта была проведена 13 ноября 2017 года, чтобы определить порядок выбора первой четвёрки команд грядущего драфта, в студии развлечений НБА в городке Секокус (штат Нью-Джерси), которая транслировалась на спортивном кабельном канале ESPN2 перед трансляцией матча регулярного чемпионата NCAA между командами «Южная Каролина Геймкокс» и «Мэриленд Террапинс». Она должна была состояться ещё 14 сентября в перерыве второго матча полуфинала ВНБА между командами «Лос-Анджелес Спаркс» и «Финикс Меркури», но была задержана лигой. Клуб «Лас-Вегас Эйсес» выиграл в ней право выбирать первой, в то время как «Индиана Фивер» и «Атланта Дрим» были удостоены второго и третьего выбора соответственно. Оставшиеся выборы первого раунда, а также все выборы второго и третьего раундов осуществлялись командами в обратном порядке их итогового положения в регулярном чемпионате прошлого сезона.
В этой таблице показаны шансы четырёх худших команд прошлого сезона, не попавших в турнир плей-офф, которые боролись за шанс получить первый номер выбора на лотерее предстоящего драфта, округлённые до трёх знаков после запятой:
| Худшие команды прошлого сезона                                                             | Баланс побед и поражений четырёх худших команд прошлого сезона (двух последних сезонов) | Шансы на выигрыш первого номера драфта | Номер выбора на драфте | Номер выбора на драфте | Номер выбора на драфте | Номер выбора на драфте |
| Худшие команды прошлого сезона                                                             | Баланс побед и поражений четырёх худших команд прошлого сезона (двух последних сезонов) | Шансы на выигрыш первого номера драфта | 1-й                    | 2-й                    | 3-й                    | 4-й                    |
| ------------------------------------------------------------------------------------------ | --------------------------------------------------------------------------------------- | -------------------------------------- | ---------------------- | ---------------------- | ---------------------- | ---------------------- |
| Лас-Вегас Эйсес                                                                            | 8-26 (15-53)                                                                            | 442                                    | 0,442                  | 0,316                  | 0,181                  | 0,062                  |
| Индиана Фивер                                                                              | 9-25 (26-42)                                                                            | 276                                    | 0,276                  | 0,310                  | 0,270                  | 0,144                  |
| Атланта Дрим (право выбора продано в Чикаго Скай)                                          | 12-22 (29-39)                                                                           | 178                                    | 0,178                  | 0,230                  | 0,317                  | 0,275                  |
| Чикаго Скай                                                                                | 12-22 (30-38)                                                                           | 104                                    | 0,104                  | 0,145                  | 0,232                  | 0,520                  |
| Примечание: Закрашенные сегменты таблицы обозначают фактические результаты лотереи драфта. |                                                                                         |                                        |                        |                        |                        |                        |

## Приглашённые игроки
5 апреля 2018 года на официальном сайте ВНБА был опубликован список из десяти игроков, специально приглашённых для участия в этом драфте:
| - Моник Биллингс (УКЛА) - Лекси Браун (Дьюк) - Джордин Кэнада (УКЛА) - Даймонд Дешилдс (Теннесси) | - Келси Митчелл (Огайо Стэйт) - Киа Нерс (Коннектикут) - Азурей Стивенс (Коннектикут) | - Виктория Вивианс (Миссисипи Стэйт) - Габби Уильямс (Коннектикут) - Эйжа Уилсон (Южная Каролина). |

## Сделки
- 28 июня 2017 года команда «Сан-Антонио Старз», которая сейчас называется «Лас-Вегас Эйсес», получила право выбора под 32-м номером драфта от «Финикс Меркури» в обмен на Моник Карри. Кроме того «Старз» получили Шей Мерфи и Софи Бруннер[5].
- 31 июля 2017 года команда «Чикаго Скай» получила право выбора под 3-м номером драфта и форварда Джордан Хупер от «Атланта Дрим» в обмен на Тамеру Янг и Имани Бойетт и выбор под 16-м номером драфта[6].
- 2 февраля 2018 года клуб «Финикс Меркури» получил право выбора под 21-м номером драфта от клуба «Коннектикут Сан» в обмен на Кайлу Джордж[7].
- 2 февраля 2018 года клуб «Финикс Меркури» получил право выбора под 26-м номером драфта и выбор во втором раунде драфта 2019 года от клуба «Лас-Вегас Эйсес» в обмен на Келси Боун[8]. В своё время «Эйсес», 9 мая 2017 года, когда они ещё назывались «Сан-Антонио Старз», получили этот выбор драфта от клуба «Индиана Фивер» в обмен на Джазмон Гватми[9].
- 7 февраля 2018 года команда «Миннесота Линкс» получила право выбора под 17-м номером драфта от «Сиэтл Шторм» в обмен на Наташу Ховард. Кроме того «Линкс» имеют право обменяться со «Шторм» пиками выбора первого раунда драфта 2019 года[10].
- 6 марта 2018 года клуб «Индиана Фивер» получил право выбора под 8-м номером драфта от «Финикс Меркури» в обмен на Брианн Дженьюари[11].
- 6 марта 2018 года команда «Финикс Меркури» получила право выбора под 12-м номером драфта от «Миннесота Линкс» в обмен на Даниэллу Робинсон и выбор во втором раунде драфта 2019 года[12].
- 12 апреля 2018 года команда «Атланта Дрим» получила право выбора под 15-м номером драфта и выбор во втором раунде драфта 2019 года от клуба «Коннектикут Сан» в обмен на Бриа Холмс. В своё время «Сан» получили этот номер драфта от «Дрим» в обмен на Джордан Хупер[13].

## Первый раунд
| Выбор | Игрок            | Позиция             | Гражданство | Команда драфта                                   | Университет/ Бывшая команда                |
| ----- | ---------------- | ------------------- | ----------- | ------------------------------------------------ | ------------------------------------------ |
| 1     | Эйжа Уилсон      | Форвард / Центровая | США         | Лас-Вегас Эйсес                                  | Университет Южной Каролины                 |
| 2     | Келси Митчелл    | Защитник            | США         | Индиана Фивер                                    | Университет штата Огайо                    |
| 3     | Даймонд Дешилдс  | Защитник            | США         | Чикаго Скай (право выбора от Атланта Дрим)       | Университет Теннесси / Чукурова (Турция)   |
| 4     | Габби Уильямс    | Форвард             | США         | Чикаго Скай                                      | Университет Коннектикута                   |
| 5     | Джордин Кэнада   | Защитник            | США         | Сиэтл Шторм                                      | Калифорнийский университет в Лос-Анджелесе |
| 6     | Азурей Стивенс   | Центровая           | США         | Даллас Уингз                                     | Университет Коннектикута                   |
| 7     | Ариэль Аткинс    | Защитник            | США         | Вашингтон Мистикс                                | Техасский университет в Остине             |
| 8     | Виктория Вивианс | Защитник            | США         | Индиана Фивер (право выбора от Финикс Меркури)   | Университет штата Миссисипи                |
| 9     | Лекси Браун      | Защитник            | США         | Коннектикут Сан                                  | Университет Дьюка                          |
| 10    | Киа Нерс         | Защитник            | Канада      | Нью-Йорк Либерти                                 | Университет Коннектикута                   |
| 11    | Мария Вадеева    | Центровая           | Россия      | Лос-Анджелес Спаркс                              | Динамо Курск                               |
| 12    | Мари Гюлих       | Центровая           | Германия    | Финикс Меркури (право выбора от Миннесота Линкс) | Университет штата Орегон                   |

## Второй раунд
| Выбор | Игрок              | Позиция             | Гражданство      | Команда драфта                                                    | Университет/ Бывшая команда                |
| ----- | ------------------ | ------------------- | ---------------- | ----------------------------------------------------------------- | ------------------------------------------ |
| 13    | Джейми Нард        | Форвард / Защитник  | США              | Лас-Вегас Эйсес                                                   | Университет Теннесси                       |
| 14    | Стефани Мавунга    | Форвард             | США              | Индиана Фивер                                                     | Университет штата Огайо                    |
| 15    | Моник Биллингс     | Форвард             | США              | Атланта Дрим (право выбора от Коннектикут Сан через Атланта Дрим) | Калифорнийский университет в Лос-Анджелесе |
| 16    | Кристи Уоллес      | Защитник            | Австралия        | Атланта Дрим (право выбора от Чикаго Скай)                        | Бэйлорский университет                     |
| 17    | Пак Чису           | Центровая           | Республика Корея | Миннесота Линкс (право выбора от Сиэтл Шторм)                     | Чхонджу КБ Старз                           |
| 18    | Лорин Гудвин       | Защитник            | США              | Даллас Уингз                                                      | Университет штата Оклахома в Стиллуотере   |
| 19    | Майиша Хайнс-Аллен | Форвард             | США              | Вашингтон Мистикс                                                 | Луисвиллский университет                   |
| 20    | Тайлер Скэйф       | Защитник            | США              | Финикс Меркури                                                    | Ратгерский университет                     |
| 21    | Раиса Мусина       | Форвард / Центровая | Россия           | Финикс Меркури (право выбора от Коннектикут Сан)                  | УГМК Екатеринбург                          |
| 22    | Мерседес Расселл   | Центровая           | США              | Нью-Йорк Либерти                                                  | Университет Теннесси                       |
| 23    | Шакайла Томас      | Форвард             | США              | Лос-Анджелес Спаркс                                               | Университет штата Флорида                  |
| 24    | Калиа Лоуренс      | Защитник            | США              | Миннесота Линкс                                                   | Университет Мерсера                        |

## Третий раунд
| Выбор | Игрок             | Позиция   | Гражданство | Команда драфта                                                       | Университет/ Бывшая команда         |
| ----- | ----------------- | --------- | ----------- | -------------------------------------------------------------------- | ----------------------------------- |
| 25    | Рэйджин Луис      | Защитник  | США         | Лас-Вегас Эйсес                                                      | Университет штата Луизиана          |
| 26    | Имани Райт        | Защитник  | США         | Финикс Меркури (право выбора от Лас-Вегас Эйсес через Индиана Фивер) | Университет штата Флорида           |
| 27    | Макензи Ингрэм    | Форвард   | США         | Атланта Дрим                                                         | Университет Джорджии                |
| 28    | Амара Коулман     | Защитник  | США         | Чикаго Скай                                                          | Университет Де Поля                 |
| 29    | Тиана Малдроу     | Форвард   | США         | Сиэтл Шторм                                                          | Университет Западной Виргинии       |
| 30    | Натали Батлер     | Центровая | США         | Даллас Уингз                                                         | Университет Джорджа Мейсона         |
| 31    | Ребекка Гринвелл  | Защитник  | США         | Вашингтон Мистикс                                                    | Университет Дьюка                   |
| 32    | Джилл Барта       | Форвард   | США         | Лас-Вегас Эйсес (право выбора от Финикс Меркури)                     | Университет Гонзага                 |
| 33    | Микайла Коулинг   | Форвард   | США         | Коннектикут Сан                                                      | Калифорнийский университет в Беркли |
| 34    | Лесли Робинсон    | Защитник  | США         | Нью-Йорк Либерти                                                     | Принстонский университет            |
| 35    | Юлия Рейсингерова | Центровая | Чехия       | Лос-Анджелес Спаркс                                                  | Сан-Адриа (Испания)                 |
| 36    | Карли Вагнер      | Защитник  | США         | Миннесота Линкс                                                      | Университет Миннесоты               |